# Archie Stout
Pour les articles homonymes, voir Stout (homonymie).

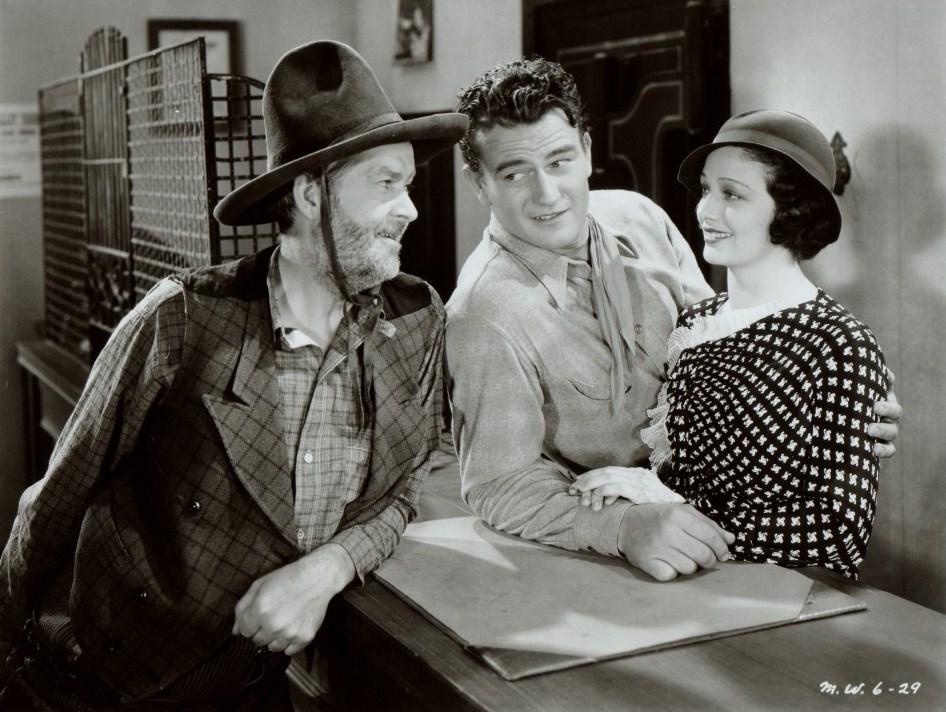
Panique à Yucca City (1934)
Gabby Hayes, John Wayne et Eleanor Hunt

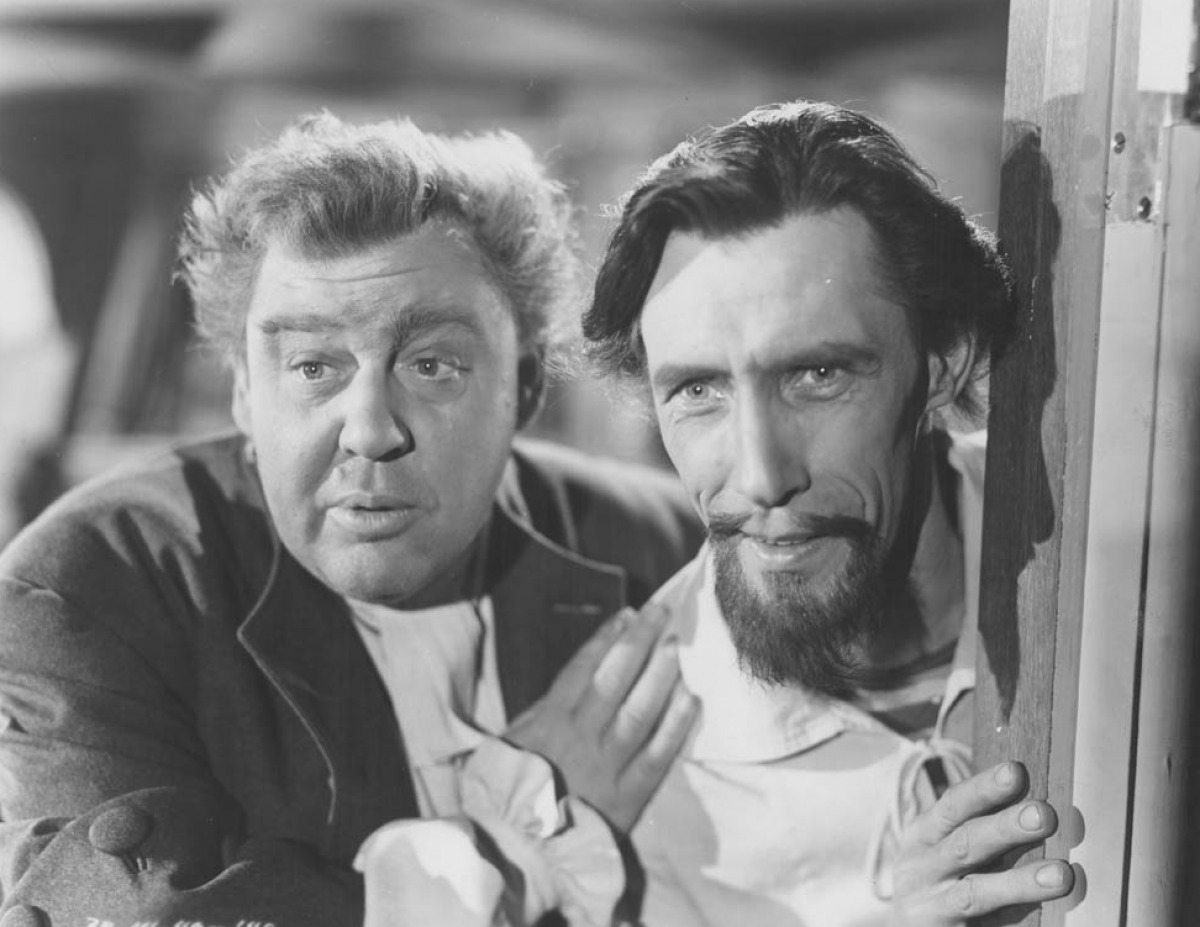
Captain Kidd (1945)
Charles Laughton et John Carradine

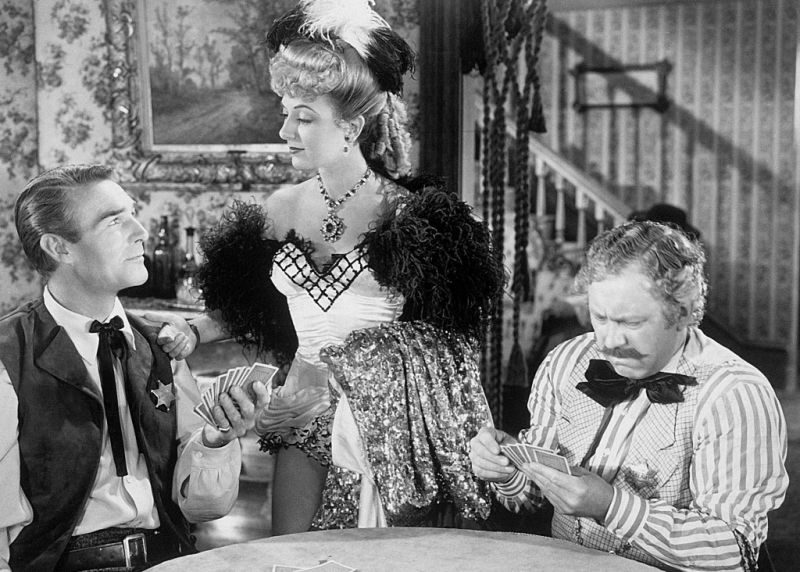
Règlement de comptes à Abilene Town (1946)
Randolph Scott, Ann Dvorak et Edgar Buchanan

Archibald « Archie » Stout, né le 30 mars 1886 à Renwick (Iowa), mort le 10 mars 1973 à Los Angeles (Californie), est un directeur de la photographie américain, membre de l'ASC.

## Biographie
La carrière cinématographique d'Archie Stout comme chef opérateur s'étale de 1921 (His Nibs de Gregory La Cava) à 1954 (Écrit dans le ciel de William A. Wellman). En 1923, il participe à la première version des Dix Commandements de Cecil B. DeMille. Durant les années 1930, il est engagé pour de nombreux westerns de série B, dont plusieurs avec John Wayne (ex. : L'Homme de l'Utah de Robert N. Bradbury en 1934) et d'autres avec William Boyd, personnifiant Hopalong Cassidy (ex. : Hop-a-long Cassidy d'Howard Bretherton en 1935).
Dès la fin des mêmes années 1930, il photographie des films plus importants, tels que Beau Geste de William A. Wellman (1939, avec Gary Cooper dans le rôle-titre), C'est arrivé demain de René Clair (1944, avec Dick Powell et Linda Darnell), Le Massacre de Fort Apache de John Ford (1948, avec John Wayne, Henry Fonda et Shirley Temple) et Hondo, l'homme du désert de John Farrow (1953, avec John Wayne et Geraldine Page). Signalons encore deux films consacrés à Tarzan, en 1945 et 1947, avec Johnny Weissmuller.
Archie Stout se distingue aussi comme directeur de la photographie de seconde équipe, entre autres sur cinq réalisations de John Ford, comme Rio Grande (1950) et L'Homme tranquille (1952), tous deux avec John Wayne et Maureen O'Hara. Citons également Rebecca d'Alfred Hitchcock (1940), son troisième film à ce poste.
Parmi les autres réalisateurs qu'il assiste, mentionnons Archie Mayo (Les Aventures de Marco Polo en 1938, avec Gary Cooper et Sigrid Gurie), Rowland V. Lee (ex. : Captain Kidd en 1945, avec Charles Laughton et Randolph Scott), ou encore Ida Lupino (ex. : Outrage en 1950, avec Mala Powers).
L'Homme tranquille lui permet de gagner en 1953 un Oscar de la meilleure photographie, décerné pour la seule fois à un chef opérateur de seconde équipe.

## Filmographie partielle

### Comme directeur de la photographie
- 1921 : His Nibs de Gregory La Cava
- 1923 : The Drivin' Fool de Robert Thornby
- 1923 : Les Dix Commandements (The Ten Commandments) de Cecil B. DeMille
- 1924 : Le Tourbillon des âmes (Feet of Clay) de Cecil B. DeMille
- 1928 : Tel père, tel fils (Varsity) de Frank Tuttle
- 1929 : Darkened Rooms de Louis J. Gasnier
- 1930 : Dangerous Paradise de William A. Wellman
- 1930 : Désemparé (Derelict) de Rowland V. Lee
- 1930 : Une belle brute (Manslaughter) de George Abbott
- 1930 : Men Are Like That de Frank Tuttle
- 1930 : The Benson Murder Case de Frank Tuttle
- 1930 : The Sea God de George Abbott
- 1930 : The Return of Dr. Fu Manchu de Rowland V. Lee
- 1932 : Police Court de Louis King
- 1932 : Law of the West de Robert N. Bradbury
- 1932 : Mason of the Mounted de Harry L. Fraser
- 1933 : Les Cavaliers du destin (Riders of Destiny) de Robert N. Bradbury
- 1933 : Justice pour un innocent (Sagebrush Trail) d'Armand Schaefer
- 1934 : L'Homme de l'Utah (The Man from Utah) de Robert N. Bradbury
- 1934 : Monte Carlo Nights (en) de William Nigh
- 1934 : À l'ouest des montagnes (West of the Divide) de Robert N. Bradbury
- 1934 : Panique à Yucca City (Blue Steel) de Robert N. Bradbury
- 1934 : Flirting with Danger de Vin Moore
- 1934 : Randy le solitaire (Randy rides again) de Harry L. Fraser
- 1934 : Le Texan chanceux (The Lucky Texan) de Robert N. Bradbury
- 1934 : La Dernière Ronde (The Last Round-Up) d'Henry Hathaway
- 1935 : Hop-a-long Cassidy d'Howard Bretherton
- 1935 : Texas Terror de Robert N. Bradbury
- 1935 : L'Élixir du docteur Carter (Paradise Canyon) de Carl L. Pierson
- 1935 : Lawless Range de Robert N. Bradbury
- 1935 : Les Loups du désert (Westward Ho) de Robert N. Bradbury
- 1936 : Les Écumeurs de la mer (''Sea Spoilers) de Frank R. Strayer
- 1936 : Le Cavalier mystère (Three on the Trail) d'Howard Bretherton
- 1938 : Les Aventures de Marco Polo (The Adventures of Marco Polo) d'Archie Mayo
- 1938 : Le Professeur Schnock (Professor Beware) d'Elliott Nugent
- 1939 : Beau Geste de William A. Wellman
- 1939 : Les Maîtres de la mer (Rulers of the Sea) de Frank Lloyd
- 1944 : Dark Waters d'André De Toth
- 1944 : C'est arrivé demain (It happened Tomorrow) de René Clair
- 1944 : Alaska de George Archainbaud
- 1944 : L'Aveu (Summer Storm) de Douglas Sirk
- 1945 : Tarzan et les Amazones (Tarzan and the Amazons) de Kurt Neumann
- 1945 : Le Capitaine Kidd (Captain Kidd), de Rowland V. Lee
- 1946 : Règlement de comptes à Abilene Town (Abilene Town) d'Edwin L. Marin
- 1947 : L'Ange et le Mauvais Garçon (Angel and the Badman) de James Edward Grant
- 1947 : Tarzan et la Chasseresse (Tarzan and the Huntress) de Kurt Neumann
- 1948 : Le Massacre de Fort Apache de John Ford
- 1949 : Faire face d'Ida Lupino
- 1949 : Le Démon de l'or (Lust for Gold) de S. Sylvan Simon et George Marshall
- 1950 : Outrage d'Ida Lupino
- 1951 : On the Loose de Charles Lederer
- 1951 : Jeu, set et match (Hard, Fast and Beautiful) d'Ida Lupino
- 1952 : Big Jim McLain d'Edward Ludwig
- 1953 : Aventure dans le Grand Nord (Island in the Sky) de William A. Wellman
- 1953 : Hondo, l'homme du désert (Hondo) de John Farrow
- 1953 : Un Homme pas comme les autres (Trouble Along the Way), de Michael Curtiz
- 1953 : Le soleil brille pour tout le monde (The Sun shines bright) de John Ford
- 1954 : Écrit dans le ciel (The High and the Mighty) de William A. Wellman

### Comme directeur de la photographie de seconde équipe
- 1936 : La Légion des damnés (The Texas Rangers) de King Vidor
- 1937 : The Hurricane de John Ford
- 1940 : Rebecca d'Alfred Hitchcock
- 1949 : La Charge héroïque (She wore a Yellow Ribbon) de John Ford
- 1950 : Le Convoi des braves (Wagon Master) de John Ford
- 1950 : Rio Grande de John Ford
- 1951 : La Chose d'un autre monde (The Thing from Another World) de Christian Nyby et Howard Hawks
- 1952 : L'Homme tranquille (The Quiet Man) de John Ford

### Comme technicien deseffets visuels
- 1940 : Le Cavalier du désert (The Westerner) de William Wyler

## Récompenses et distinctions
- 1948 : Prix de la meilleure photographie, catégorie noir et blanc, au Festival international du film de Locarno, pour Le Massacre de Fort Apache ;
- 1953 : Oscar de la meilleure photographie, catégorie couleur, pour L'Homme tranquille (partagé avec Winton C. Hoch).